# گو سی
گو سی () (متوفی ۱۹۷)، همچنین به نام گو دو نیز شناخته می‌شود، یک ژنرال نظامی، سیاستمدار و جنگ سالار چینی بود که در زمان سلسله هان شرقی چین تحت فرماندهی جنگ سالار دونگ ژوئو خدمت می‌کرد.  او پس از انتقال پایتخت امپراتوری به چانگان توسط دونگ ژو به عنوان زیردستان داماد دونگ ژو، نیو فو، کمک کرد. او بعداً یکی از نایب السلطنه‌های امپراتور شیان شد، جایی که آنها پایتخت را اشغال کردند و امپراتور و مقامات امپراتوری را گروگان گرفتند. با این حال، سقوط او زمانی رخ داد که او با نایب السلطنه خود، لی جوئه، نزاع کرد. او و لی جوئه در نهایت توسط یانگ فنگ و دونگ چنگ شکست خوردند که به امپراتور کمک کردند تا از پایتخت فرار کند. گو سی در نهایت توسط یکی از زیردستانش مورد خیانت قرار گرفت و به قتل رسید.